# Gianfranco Tunis
Gianfranco Tunis (Ales, 7 ottobre 1940) è un politico italiano.

## Biografia
Laureato in giurisprudenza, è specializzato in organizzazione amministrativa. Funzionario regionale, è stato consigliere di amministrazione dell'azienda di trasporti Act. 
Impegnato in politica con la Democrazia Cristiana, è sindaco di Narcao dal 1976 al 1993. Dopo lo scioglimento della DC aderisce al PPI, con cui viene eletto consigliere regionale della Sardegna nel 1994, confermando il seggio anche nel 1999.
Dopo essere passato al CCD, nel 2001 viene eletto senatore della Repubblica della XIV legislatura. Nel 2002 confluisce nel neonato UDC.
Dopo aver concluso il mandato parlamentare, dal 2006 al 2016 torna a rivestire il ruolo di sindaco di Narcao, per una lista civica. 
Anche suo fratello Marco e suo nipote Stefano sono stati consiglieri regionali della Sardegna.